# Cadabunac
Cadabunac (Cadabunak) ist eine osttimoresische Ortschaft im Nordosten der Aldeia Namalai (Sucos Camea, Verwaltungsamt Cristo Rei, Gemeinde Dili).
Das Dorf befindet sich in einer Meereshöhe von 560 m. Südlich liegt das Dorf Namalai, östlich Lakeru Laran, westlich Carau Mate und nördlich Siedlungen, die zur Aldeia Buburlau gehören.
In Cadabunac steht eine Grundschule.